# Древние рудные разработки на территории Казахстана
Древние рудные разработки на территории Казахстана относятся к эпохе бронзы (ок. 1-й пол. 3 тыс. до н. э. — нач. н. э.). Древние рудные разработки представляют собой ямы, канавы, ниши, подземные ходы-выработки глубиной от нескольких до десятков метров. При производстве горных работ вначале использовали роговые, каменные, затем медные, бронзовые и позднее железные (1 тыс. до н. э.) молоты, кайла, мотыги, кирки, а также сплетённые из прутьев корзины, кожаные мешки и рукавицы, глиняные светильники.
Места нахождения древних рудных разработок в Казахстане: Калба, Рудный Алтай, Иртыш, окрестности озера Балхаш, Казахский мелкосопочник, Семиречье, Каратау и другие. В результате археологических раскопок на территории современного Казахстана обнаружены крупные центры по производству меди и бронзы начала 2-го тыс. до н. э. — нач. н. э. Добыча меди производилась в месторождениях Жезказган, Кенказган, Алтынтобе и других (1 миллион тонн в Жезказгане, 800 тысяч тонн в Кенказгане). В основном добывались окисленные руды. Рудники с большими объёмами добываемых руд, разрабатываемые длительное время, достигали крупных размеров (длиной до сотен м, шириной — несколько десятков м). Золото в значительных, объёмах добывалось в месторождениях Степняк, Аксу, олово на Калбе. В начале 1-го тыс. до н. э., когда были открыты месторождения железа, производство и использование бронзы снизилось. Технология извлечения металлов из руд заключалась в нагреве твёрдых пород на сильном огне, затем в резком охлаждении холодной водой, при этом происходило их разрушение. Путём соединения расплавленных меди и олова получали бронзу. Большинство современных месторождений полезных ископаемых в Казахстане найдены по следам древних рудных разработок: почти все месторождения на Калбе, Нарыне; месторождения меди в Рудном Алтае, Семиречье, Казахском мелкосопочнике, месторождения полиметаллов в Жезказгане, Кенказгане, Коргасыне, Бериккаре, Шатырколе, Ащысае и многие другие.